# One Night in Bangkok
One Night in Bangkok – piosenka wydana w 1984 roku jako singel promujący musical Chess. Wykonawcą zwrotek był Murray Head, a refren zaśpiewał Anders Glenmark. W warstwie tekstowej piosenka porównuje grę w szachy do życia nocnego w Bangkoku. Utwór zajął m.in. dwunaste miejsce na liście UK Singles Chart oraz trzecie na liście Billboard Hot 100.

## Pozycje na listach przebojów
| Lista             | Pozycja | Źródło |
| ----------------- | ------- | ------ |
| Australia         | 1       | [ 2 ]  |
| Austria           | 2       | [ 3 ]  |
| Belgia            | 1       | [ 3 ]  |
| Europa            | 1       | [ 4 ]  |
| Francja           | 2       | [ 3 ]  |
| Holandia          | 1       | [ 3 ]  |
| Irlandia          | 7       | [ 5 ]  |
| Kanada            | 1       | [ 6 ]  |
| Niemcy            | 1       | [ 3 ]  |
| Norwegia          | 3       | [ 3 ]  |
| Nowa Zelandia     | 2       | [ 3 ]  |
| Polska            | 7       | [ 7 ]  |
| Południowa Afryka | 1       | [ 8 ]  |
| Stany Zjednoczone | 3       | [ 1 ]  |
| Szwajcaria        | 1       | [ 3 ]  |
| Szwecja           | 3       | [ 3 ]  |
| Wielka Brytania   | 12      | [ 1 ]  |

## Wykorzystanie
W 2005 roku zespół Vinylshakerz stworzył remiks utworu. Piosenka pojawiła się ponadto w filmie Kac Vegas w Bangkoku.